# Pęciszewko
Pęciszewko (deutsch Petershagen) ist ein Dorf in polnischen Woiwodschaft Westpommern. Es gehört zur Landgemeinde (gmina wiejska) Darłowo (Rügenwalde) im Powiat Sławieński (Schlawe).

## Geographische Lage
Pęciszewko liegt  in Hinterpommern, etwa  fünf Kilometer südlich von Darłowo. Die Ostsee ist etwa fünf Kilometer Luftlinie entfernt und mit dem Dorf durch den  Bach Nowe Rów (Neuer Graben) verbunden, der hier in die Grabowa (Grabow) einmündet. Die Feldmark ist sehr flach, die höchste Erhebung mit 17 Metern liegt östlich des Dorfes. Die Äcker befinden sich meist östlich der Dorfstraße, und die zum Teil moorigen Wiesen alle westlich im Tal der Grabowa.

## Geschichte
Bis 1945 war Petershagen eine Domäne mit einer Fläche von 300 Hektar, davon 4/5 Acker, der Rest Wiesen und Weiden. Das frühere Dorf soll eine Siedlung des Peter von Neuenburg aus dem Adelsgeschlecht der Swenzonen aus der Zeit um 1310 gewesen sein, die im Dreißigjährigen Krieg an der Pest zugrunde ging. 
Auf der Feldmark entstand ein „ritterfreyes“ Vorwerk, das später als Domäne weitergeführt wurde. Zu der Anlage gehörten ein großer Gutshof mit Park und sieben Arbeiterhäuser, zwei Feldscheunen und ein Backhaus. Es wurden Ackerbau und Viehhaltung betrieben. Zu den domäneeigenen Handwerkern gehörten ein Schmied, ein Stellmacher, ein Gärtner, ein Schweizer, ein Inspektor und ein Hofmeister.
Im Jahre 1925 lebten in Petershagen 133 Einwohner, 1895 waren es lediglich 67 und 1974 noch 74. 
Gegen Ende des Zweiten Weltkriegs drangen am  6. März 1945 auf dem Vormarsch über Preetz nach Rügenwalde, von See Buckow (polnisch: Bukowo Morskie) kommend, sowjetische Panzer in das Dorf ein. Nach Kriegsende wurde die Region zusammen mit ganz Hinterpommern unter polnische Verwaltung gestellt. Die Deutschen wurde aufgrund der Bierut-Dekrete vertrieben. Der deutsche Ort Petershagen erhielt den polnischen Namen Pęciszewko.
Pęciszewko ist heute Teil der Gmina Darłowo im Powiat Sławieński. Der Gemeindevorsteher (Sołtys) ist zurzeit (2007) Wychowaniec Marek.

## Amtsbezirk
Bis 1945 bildete Petershagen mit den Gemeinden Altenhagen (Jeżyce), Neuenhagen, Abtei (Jeżycki), Pirbstow (Przystawy) und Preest  (Porzecze) einen eigenen Amtsbezirk im Landkreis Schlawe i. Pom. im Regierungsbezirk Köslin der preußischen Provinz Pommern. Diese Gemeinden waren auch miteinander zum Standesamt Petershagen verbunden, das seinen Sitz allerdings in Neuenhagen, Abtei hatte. Das zuständige Amtsgericht war in Rügenwalde.

## Kirche

### Kirchspiel
Bis 1945 gehörten die Petershagener überwiegend zur evangelischen Kirche. Das Dorf war Sitz eines Pfarramtes und zugleich Kirchspielzentrum für die Kirchengemeinde Petershagen und das von See Buckow ausgepfarrte Pirbstow (heute polnisch: Przystawy), in das die Orte Altenhagen, Neuenhagen, Abtei, Preetz und Neu Krakow eingepfarrt waren.
Im Jahre 1939 zählte das Kirchspiel Petershagen insgesamt 1863 Gemeindeglieder, von denen 2/3 zur Kirchengemeinde Petershagen rechneten. Es gehörte zum Kirchenkreis Rügenwalde in der Kirchenprovinz Pommern der Evangelischen Kirche der Altpreußischen Union.
Seit 1945 ist die Bevölkerung von Pęcisczewko überwiegend katholischer Konfession. Das ehemalige Petershagener Gotteshaus (das schon vor 1945 auf Altenhagener Gemarkung stand) ist heute Pfarrkirche der Pfarrei Jeżyce (Altenhagen) im Dekanat Darłowo im Bistum Köslin-Kolberg der Katholischen Kirche in Polen.
Die evangelischen Einwohner von Pęciszewko sind heute dem Kirchspiel Koszalin (Köslin) in der Diözese Pommern-Großpolen der Evangelisch-Augsburgischen Kirche in Polen zugeordnet.

### Pfarrer von der Reformation bis 1945
1. Paulus Scheile, 1601
2. Petrus Halvepap, 1627–1639
3. Johannes Authenius, 1642–1646
4. Joachim Vanselow, 1647–1678
5. Peter Strüvaeus, 1679–1688
6. Joachim Müller, 1689–1732
7. Caspar Jakob Müller (Sohn von 6.), 1732–1761
8. Christian Gottreich Procopius Köppen, 1762–1795
9. Gottlieb August Ludwig Müller, 1795–1798
10. Johann Christoph Friedrich Backe, 1798–1827
11. Gottfried Nicolai, 1827–1845
12. Carl Anton Theodor Blaurock, 1846–1880
13. Paul Bauer, 1881–1902
14. Franz Schroeder, 1902–1945

## Schule
Die Kinder der Domäne Petershagen besuchten bis 1945 die einklassige Volksschule in Preetz, wo zuletzt 50 Schülerinnen und Schüler unterrichtet wurden. Seit 1820 gab es hier ein Schulgebäude, das um die Jahrhundertwende des 20. Jahrhunderts durch ein neues ersetzt worden war.

## Verkehr
Der Ort liegt an einer Nebenstraße, die über Porzecze (Preetz), Jeżyce (Altenhagen) und Jeżyczki (Neuenhagen Abtei) in den Südkreis führt und sich dort in Richtung Malechowo (Malchow) an der Landesstraße 6 bzw. in Richtung Bielkowo (Beelkow) an der Woiwodschaftsstraße 203 verzweigt. 
Bahnanschluss für Pęciszewko besteht in Darłowo an der Bahnstrecke Darłowo–Sławno sowie in Wiekowo (Alt Wiek) an der Bahnstrecke Stargard. 